# Angantyr dán király
Angantyr (latinul Ongendus) dán király volt i. sz. 710 körül. Ő volt az első dán uralkodó, akit korabeli források név szerint említettek, de tevékenysége egyébként inkább legendák tárgya.

## Történelmi háttér
A hagyomány szerint a mai Dánia nagy részét egyesítette uralma alatt, és az ő idején  kezdődött meg a Danevirke erődítmény-rendszer kiépítése az ország déli határán. Uralma annak a dán királyságnak a helyébe lépett, ami Jylland középső területét uralta a 3. és a 7. század között, és az 5. századtól kiterjedt Kentre és a Wight-sziget területére is.
A hagyomány ugyancsak a nevéhez fűzi Ribe városának alapítását is.

## Találkozása Szent Willibrorddal
710 körül Szent Willibrord meglátogatta a dánokat és onnan magával vitt 30 fiút, hogy misszionáriussá nevelje őket. Ő írta Ongendus dán királyról, hogy „vérszomjasabb minden vadállatnál és keményebb minden kőnél”. E feljegyzéseknek némileg ellentmondani látszik, hogy Willibrord békében utazhatott a király földjein és engedélyt kapott arra is, hogy tanítványokat toborozhasson.

## Fordítás
- Ez a szócikk részben vagy egészben a Ongendus című angol Wikipédia-szócikk ezen változatának fordításán alapul.  Az eredeti cikk szerkesztőit annak laptörténete sorolja fel. Ez a jelzés csupán a megfogalmazás eredetét és a szerzői jogokat jelzi, nem szolgál a cikkben szereplő információk forrásmegjelöléseként.